# Petchia erythrocarpa
Petchia erythrocarpa är en oleanderväxtart som först beskrevs av Wilhelm Vatke, och fick sitt nu gällande namn av A.J.M. Leeuwenberg. Petchia erythrocarpa ingår i släktet Petchia och familjen oleanderväxter. Inga underarter finns listade i Catalogue of Life.